# Boedapest
Boedapest (Hongaars: Budapest ['budɒpɛʃt]) is de hoofdstad van Hongarije. De stad is gelegen aan weerszijden van de Donau (Hongaars: Duna) en telt ca. 1,7 miljoen inwoners, waarmee ze verreweg de grootste stad van Hongarije is. Haar omvang berust op de functie van hoofdstad van het Habsburgse koninkrijk Hongarije, dat driemaal zo groot was als de huidige republiek. De stad is de 7e stad qua bevolkingsaantal in de Europese Unie. De stad werd in 1873 gevormd door het samenvoegen van Boeda en Óbuda op de westelijke oever van de Donau met Pest op de oostelijke oever. Vóór 1873 noemde men de steden gezamenlijk Pest-Boeda.
De stad herbergt bijna 18% van alle inwoners van Hongarije en speelt in het land een dominante rol op bijna alle gebieden (bestuur, handel, industrie, verkeer, cultuur). Het is daarnaast het belangrijkste verkeersknooppunt en (in toenemende mate) het culturele hart van Centraal-Europa.

## Geschiedenis
De westoever van de Donau werd reeds 400 v.Chr. bewoond door de Kelten. Zij noemden de stad Ak-Ink: overvloed aan water. In 35 v.Chr. kwamen de oorspronkelijke bewoners in aanraking met de Romeinen, toen een Romeins leger onder leiding van Octavianus, de latere keizer Augustus, een veldtocht ondernam. Beide oevers van de Donau werden sindsdien door de Romeinen bewoond: op de plaats van het huidige stadsdeel Óbuda lag Aquincum, en op de plaats van Pest het kleinere Contra-Aquincum.
Omstreeks 10 v.Chr. werd er een Romeinse provincie gevormd tussen de Oostelijke Alpen, de Donau en de Sava (Sau), die Pannonië werd genoemd. De Romeinen legden langs de Donau militaire steunpunten aan. Zo ontstond in de 1e eeuw het legerkamp Aquincum. Daarnaast verrees het stadje "Óbuda" voor de burgers.
Aquincum werd de hoofdstad van Pannonië en zou 30.000 inwoners hebben geteld. Tot het eind van de 4e eeuw bleef het lot van de stad verbonden met het Romeinse Rijk. Er was een goed wegennet tussen de grensstad aan de Donau en de overige 25 kleine steden en de vele landelijke nederzettingen. Vondsten bewijzen dat er ook handel werd gedreven met Spanje en Zuid-Italië.
Het verval zette in toen tegen het eind van de 4e eeuw de Romeinen hun grenzen niet langer konden verdedigen tegen de invallen van Germaanse stammen uit het noorden en nomadenstammen uit het oosten. Verschillende Germaanse stammen trokken door het land heen op weg naar het westen en daarna verwoestten de Hunnen het land in 455. De geromaniseerde bevolking was inmiddels gevlucht, de overigen aanvaarden in 567 het gezag van de Avaren, een half nomadisch volk van Germanen, Slaven en Chazaren. Het Avarenrijk werd vanuit het westen door de Franken belaagd en nu konden zich kleinere Slavische stameenheden losmaken van de Avaarse dominantie. Zij ruilden het gezag in voor dat van de Franken. Karel de Grote en zijn zoon Pepijn bereikten rond 800 aan de Donau de grens van hun expansie. Boedapest werd een grensplaats. Uit die tijd dateert waarschijnlijk de naam Boeda ('klein huis','hut') voor het deel aan de westelijke oever. Het deel aan de andere oever van de Donau kreeg de naam Pest ('hol'), misschien vanwege de vele holen, die zich daar toen in de heuvels bevonden.
In 895 kwamen de Hongaren het land binnen en zij drongen de Franken terug tot in het huidige Oostenrijk. De Hongaren of Magyaren waren een 'meng'volk van Germaanse, Slavische en Turks-Tataarse herkomst. Zij vormden een militante bovenlaag die de basis legde voor een koninkrijk dat een grote expansie naar het westen ontwikkelde en onder leiding van Árpád rooftochten tot in het huidige Duitsland, Frankrijk, België en Italië ondernam. Pas nadat ze door keizer Otto I waren verslagen, besloten ze zich na 882 voorgoed te vestigen in het huidige Boedapest en wijde omgeving. Ze vormden een militaire elite die over de autochtone bevolking van Slaven, Germanen en Avaren heerste en een adellijke kaste zou gaan vormen. Onder hun vorst Géza (971-997) gingen ze tot het christendom over. Belangrijk was dat de Rooms-katholieke vorm van het christendom en niet de orthodoxe, Byzantijnse variant werd gekozen. Het jaar 1000, waarin Stefanus I van Hongarije tot koning werd gekroond, kan als geboortejaar van het Magyarenland beschouwd worden. De koningen hadden omstreeks die tijd nog geen vaste verblijfplaats. Ze trokken door het land en richtten volgens nomadische traditie dan weer hier, dan weer daar hun tijdelijke residentie in.
De binnenvallende Mongolen, die Óbuda en Pest verwoestten in 1241, en stadjes en dorpen in ruïnes veranderden, dwongen koning Béla IV burchten en stadsmuren te bouwen. De Mongolen verdwenen weliswaar nog in hetzelfde jaar waarin ze gekomen waren, maar men vreesde een nieuwe inval. Béla IV liet het betrekkelijk smalle plateau van de heuvel van Boeda met een muur omgeven en in de 13e en 14e eeuw werd in het noordelijk deel de burcht van Boeda gebouwd. Boeda, dat strategisch op een heuvel ligt, kreeg in 1247 een kasteel en werd in 1361 de hoofdstad van het koninkrijk Hongarije. Onder koning Matthias Corvinus maakten Hongarije en Boeda een bloeitijd door.

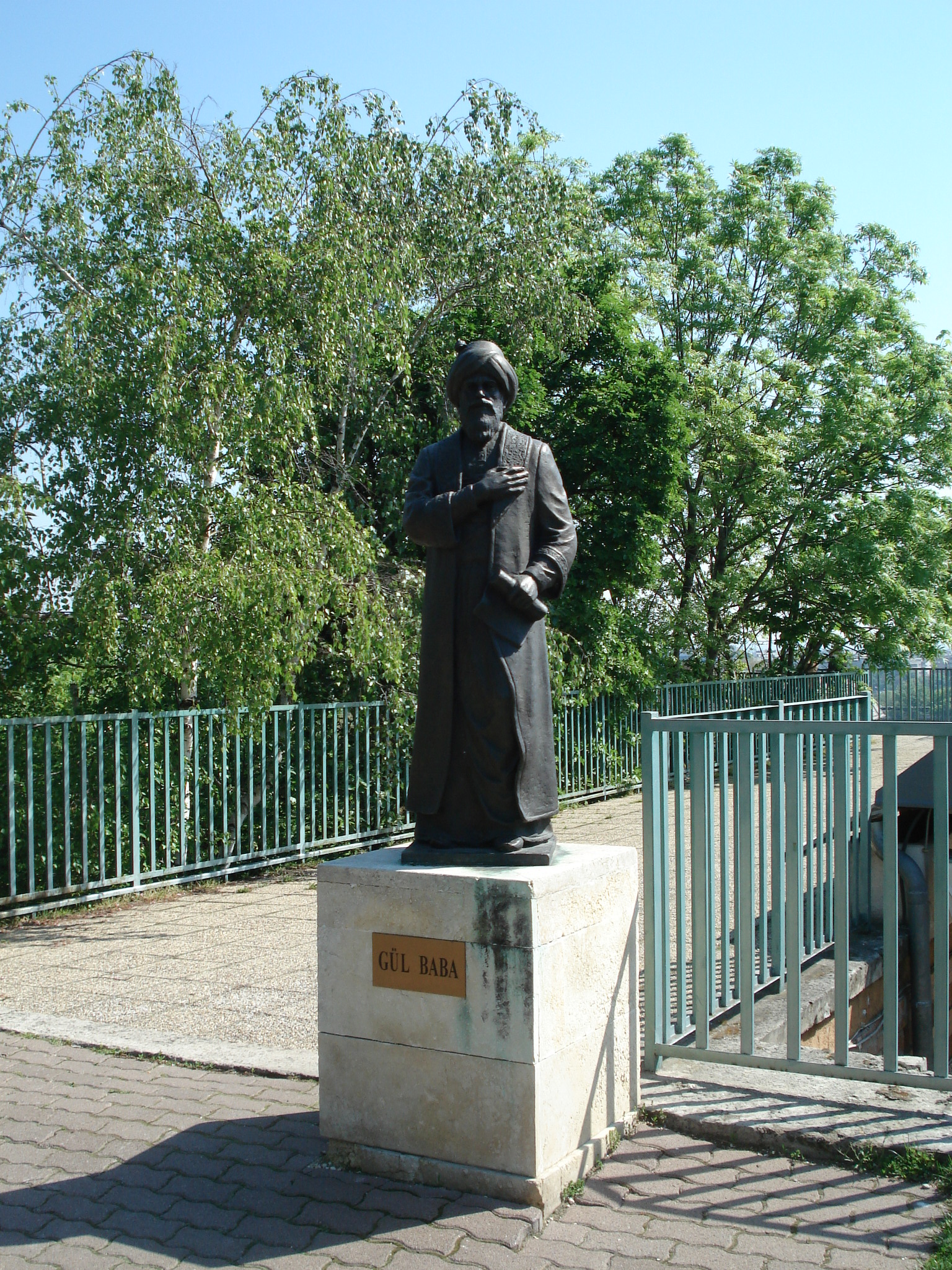
Standbeeld van Gül Baba op de Rózsadomb

Daaraan kwam een eind met de verovering door de Turken, die het Hongaarse koninkrijk in Mohács in 1526 een vernietigende slag toebrachten en de vesting Boeda in 1541 innamen.
De steden Boeda en Pest werden in 1686 Oostenrijks na verovering door Habsburg, dat het koningschap over Hongarije had verworven. 
Boeda en Pest bleven na hun bevrijding van de Turken kleine steden. De Habsburgers vestigden in 1784 hun zetel in de stad die inmiddels een Duitstalig aanzien had. De regeringstaal bleef traditiegetrouw het Latijn al werd daarnaast Duits nu ingevoerd als een praktischer bestuurstaal. 
De nationale revolutie van 1849 leidde tot een nederlaag voor de Hongaarse adel en bracht het land onder direct toezicht van Wenen. De Oostenrijkse keizer, tegelijk Hongaars koning was overigens voorstander van verzoening en uiteindelijk werd in 1867 een tweedeling van zijn rijk (de ‘Ausgleich’) verwezenlijkt waarin Hongarije zijn interne zaken autonoom zou kunnen gaan behartigen. Deze autonomie werd uitgewerkt in een nationale regeringsvorm waarin Hongaarse de enige bestuurstaal zou worden, het onderwijs verregaand verhongaarst werd en een nationaal leger opgericht kon worden. Pest en Boeda werd in 1873 verenigd tot één stad en de bouw van omvangrijke regeringsgebouwen met een pretentieuze uitstraling gaf sindsdien Boedapest een groots Hongaars-nationaal karakter. Vanuit het gehele koninkrijk trok de stad nieuwe bewoners aan en daaronder vielen vooral de Joden op, ook door hun aantal dat al snel een vijfde deel van de bevolking omvatte. Zij begonnen gaandeweg hun Jiddische taal in te ruilen voor Hongaars en namen een nationaal Hongaarse identiteit aan tot in hun naamsverandering.    
Kort na de revolutie van 1849 telde de bevolking 180.000 mensen die voor 55% als Duitstalig werden geregistreerd maar daaronder was dan ook Jiddisch begrepen. Hongaarstaligen waren er 37%. In 1880 waren de verhoudingen omgekeerd en na enkele decennia was de stad zeer dominant Hongaarstalig geworden. In 1900 telde de stad 730.000 inwoners en behoorde daarmee met Berlijn en Wenen tot de grootste steden van Midden-Europa.
Na de verloren Eerste Wereldoorlog werd de stad in 1918 bezet door Roemeense troepen. Een communistische revolte volgde en vervolgens een nationalistische onder maarschalk Miklós Horthy, die het koninkrijk herstelde. Dat was inmiddels door het Verdrag van Trianon verkleind tot een derde van zijn oorspronkelijke grondgebied en de stad devalueerde daarmee van metropool tot een bijna provinciale status. Na de overwinning van nazi-Duitsland op de Beneluxlanden en Frankrijk in 1940 werd Hongarije een bondgenoot van Duitsland, Italië en Japan. Pas toen de Duits-Hongaarse troepen zich in de Sovjet-Unie, in 1944 steeds verder moesten terugtrekken, begon de regering te twijfelen aan haar inzet aan het Oostfront. Duitse troepen bezetten het land in maart 1944 en in november besloot de regering om het bondgenootschap op te zeggen. Extreem-nationalistische milities (Pijlkruisers) namen met hulp van de SS de regeringsmacht over en begonnen een jacht op Joden waarvan er nog 200.000 in de stad waren. In openbare executies kwamen enkele tienduizenden van hen om en werden 70.000 geïnterneerd en gedeporteerd naar het vernietigingskamp Auschwitz. Uiteindelijk zou de helft van de Joodse bevolking gespaard blijven, want vanaf december 1944 tot in februari 1945 woedde een slag tussen Sovjet-legers en Hongaarse en Duitse milities, waarbij de stad zwaar beschadigd werd. Geallieerde luchtaanvallen droegen daaraan bij. In totaal kwamen 40.000 burgers om in de eindfase van de oorlog.
Na de bevrijding werd de regering hersteld, maar in 1949 moest zij zich als volksdemocratie in het Warschaupact voegen. De communistische repressie leidde in november 1956 tot een nationale opstand die vooral in Boedapest werd uitgevochten. Deze opstand eindigde met de invasie van Sovjet-troepen en de vlucht van 200.000 Hongaren naar het westen. Zie Hongaarse opstand. Daarna stabiliseerde de situatie zich en slaagde de communistische regering erin een gematigd bewind te voeren. Toen in 1989 dit bewind onvoldoende draagvlak en capaciteit voor noodzakelijke hervorming over had, hervormde het zich zonder tegenstand te plegen in een democratie naar westers model.
De 20e eeuw bracht nieuwe stadsuitbreidingen (Újpest, Kispest, Angyalföld), maar vooral dramatische gebeurtenissen als de deportatie en vernietiging van grote delen van de omvangrijke joodse gemeenschap (in zeer korte tijd, pas in 1944 werd de stad door de nazi's bezet), de bevrijding (maar feitelijk nieuwe bezetting) door de Sovjet-Unie en het neerslaan van de Hongaarse Opstand in 1956 door diezelfde Sovjet-Unie, hebben alle hun sporen in het stadsbeeld nagelaten.
Sinds in 1989 de Republiek Hongarije werd uitgeroepen, is de stad het decor van ingrijpende hervormingen. De terugkeer van de markteconomie heeft het stadsbeeld zeer verlevendigd. De bevolking van de stad is in deze periode verder afgenomen (het hoogtepunt ligt in dit opzicht aan het begin van de jaren 1980).

## Bezienswaardigheden

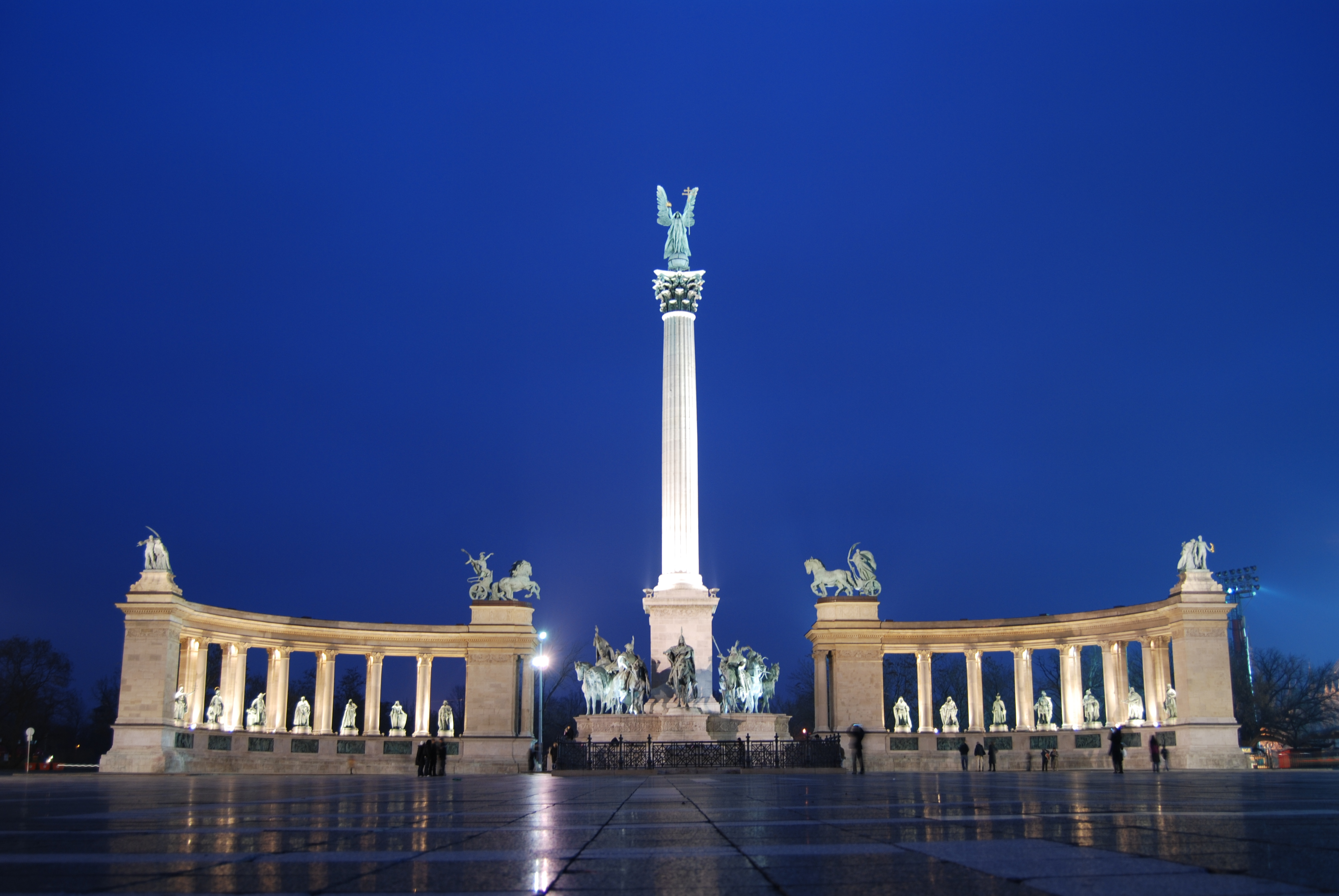
Het Millenniummonument op het Heldenplein.

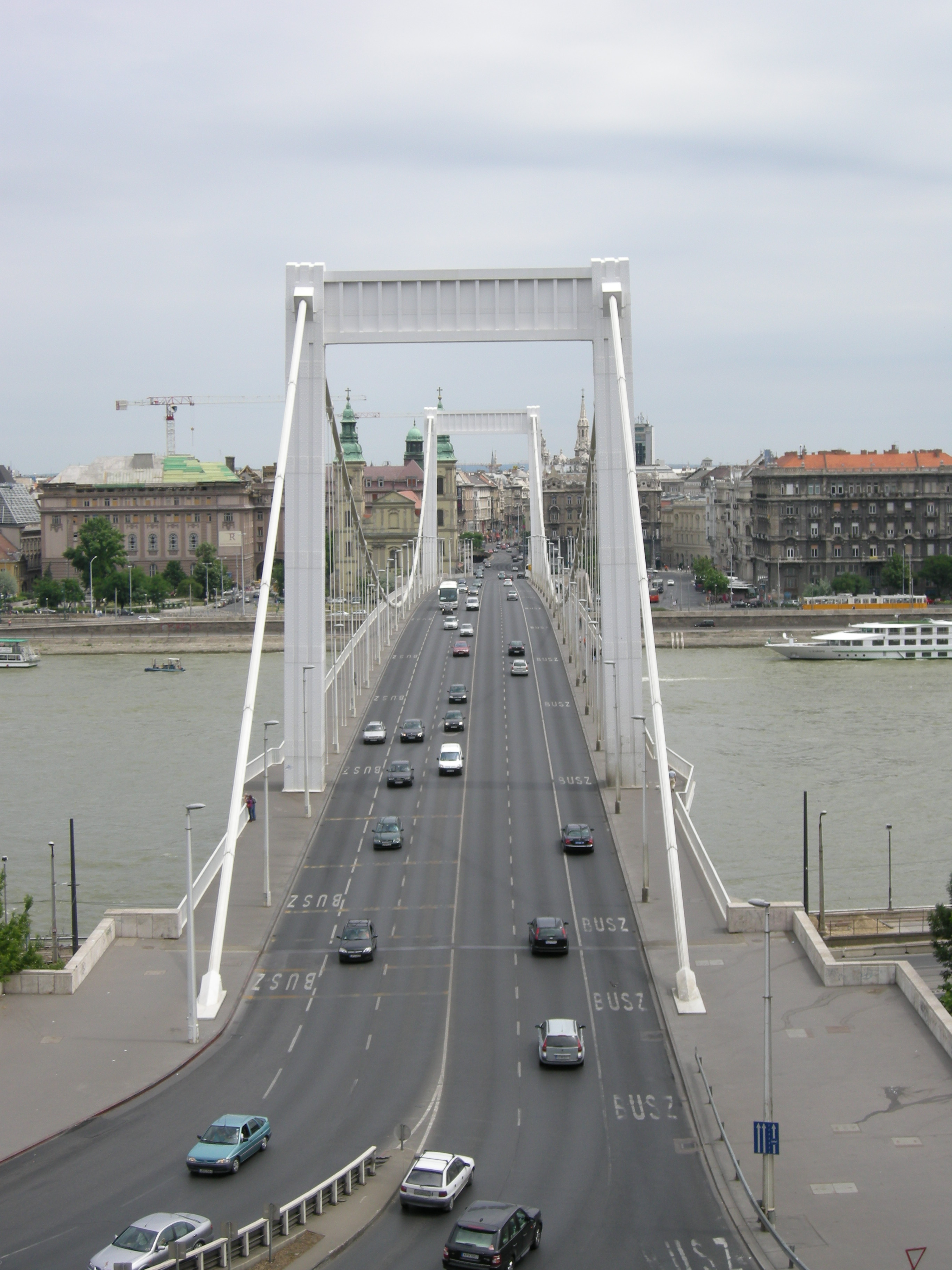
Elisabethbrug

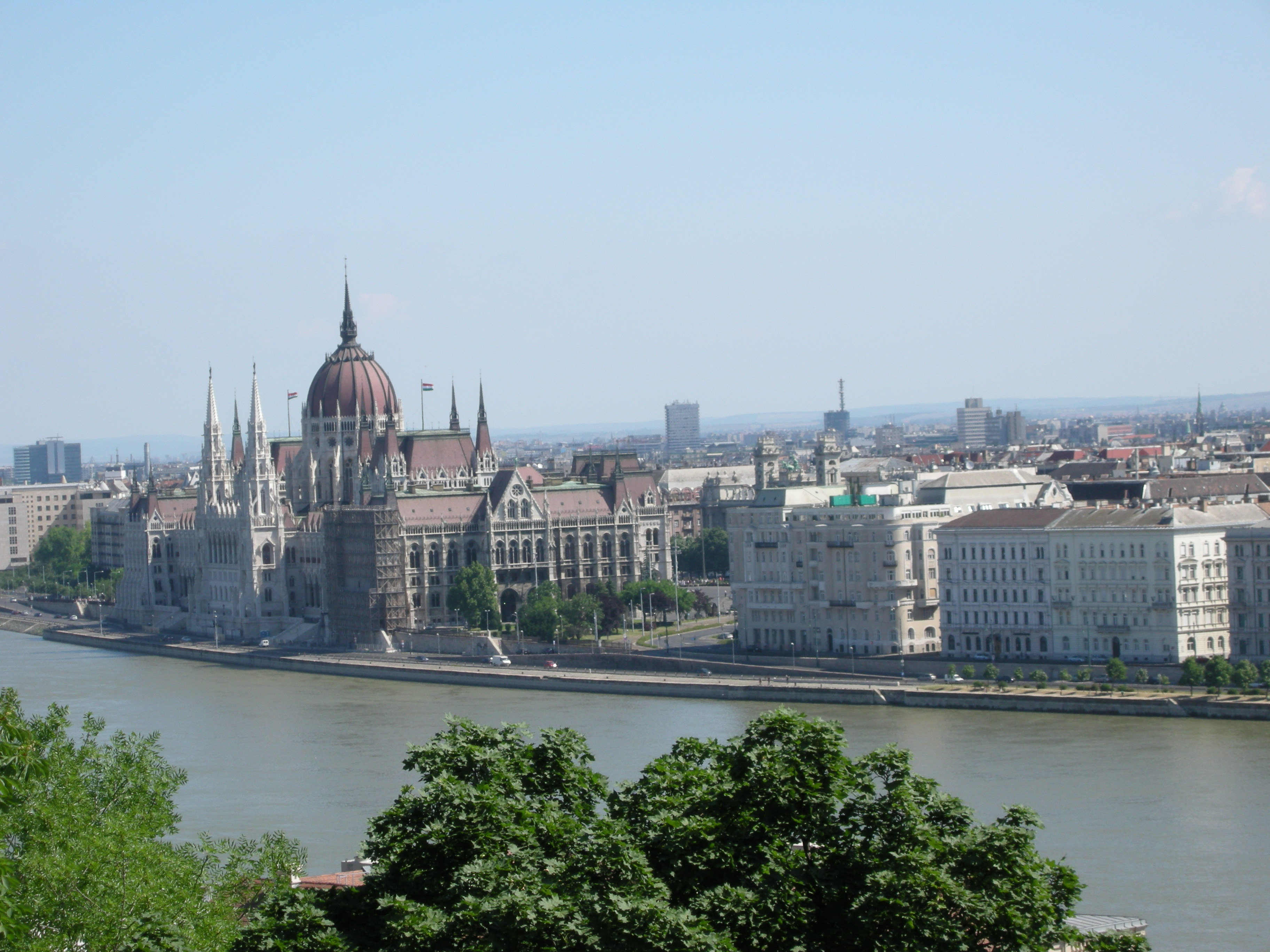
Parlementsgebouw aan de Donau

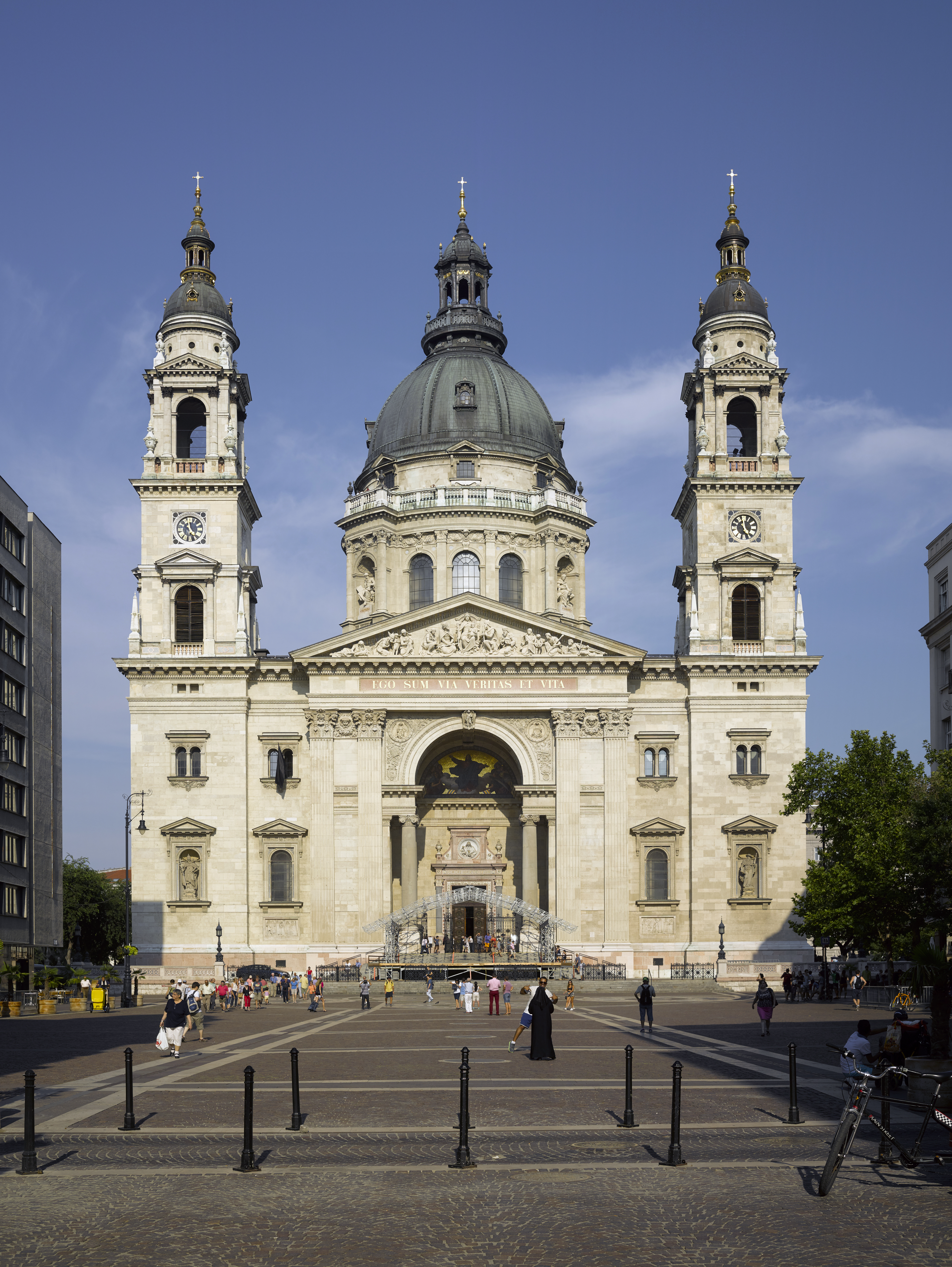
Sint-Stefanusbasiliek

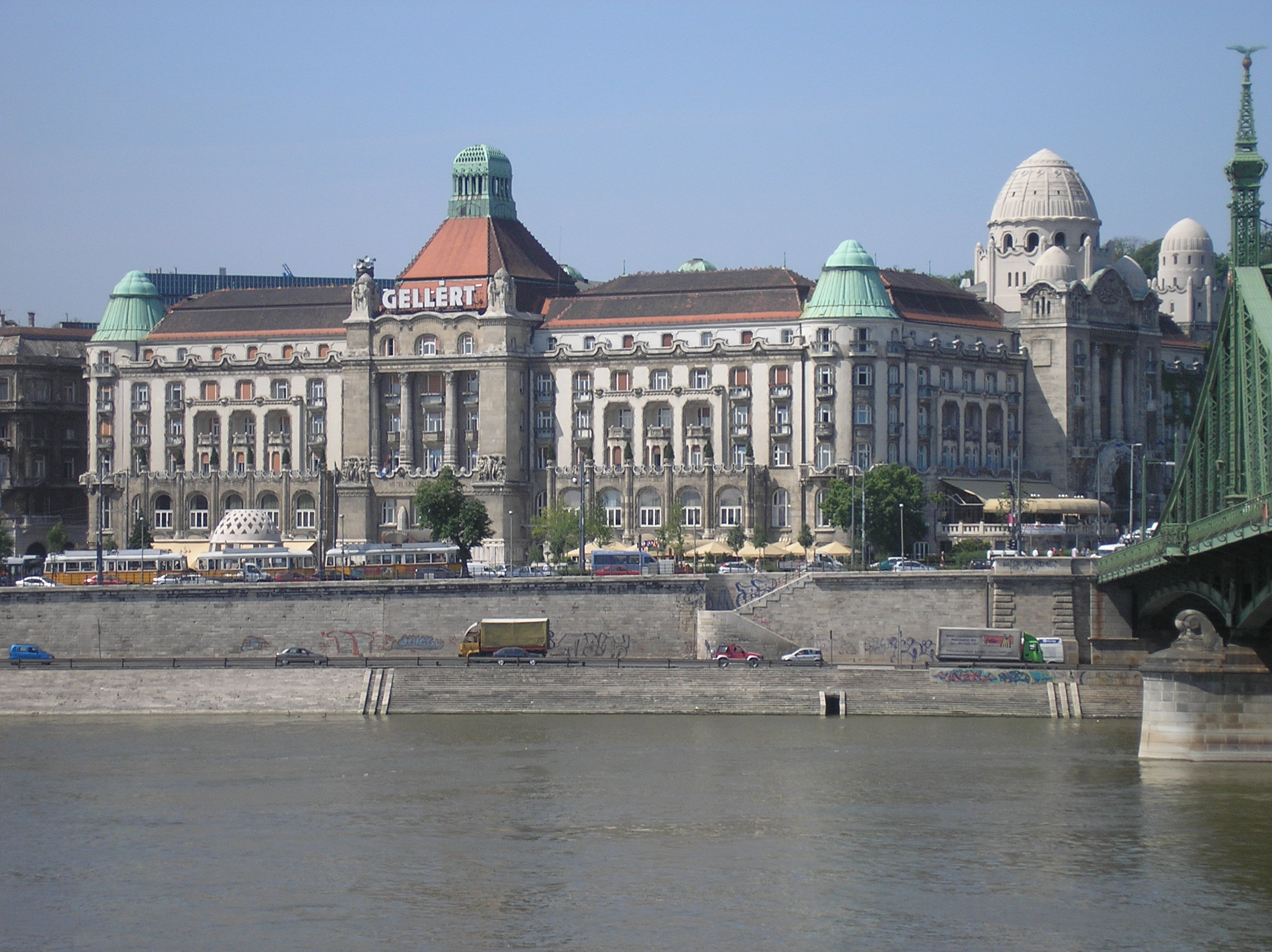
Hotel en kuurbad Sint Gellért

Boeda is gelegen op de heuvelachtige rechteroever van de Donau (links op de kaart). Twee van die heuvels domineren: de Burchtheuvel (Várhegy) en de Gellértberg.
Op de Burchtheuvel staan de voornaamste monumenten van Boeda:
- de Burcht en Burchtheuvel (Várhegy) - zie Boeda
- de Matthiaskerk (Mátyástemplom)
- het Vissersbastion (Halászbástya)
- de Táncsics Mihály utca

De heuvel is ommuurd: de 18e-eeuwse Burchtwijk binnen de omwalling is goed bewaard gebleven (alleen het zuidelijke deel leed zware oorlogsschade). Het uitzicht over de Donau met haar bruggen en Pest is veelbezongen. Zoals de meeste attracties van Boedapest zijn de grote toeristentrekkers minder oud dan ze lijken: zowel de Matthiaskerk in zijn huidige vorm als het Vissersbastion zijn 19e-eeuws.
Andere belangrijke bezienswaardigheden in Boeda:
- de Waterstad (Viziváros)
- de Szent Anna-Templom (Sint-Annakerk)
- het Batthyány tér (Batthyányplein)
- de Citadel van Boeda
- het Hotel Gellért
- vele badhuizen, waarvan sommige teruggaan tot de Turkse tijd

Bezienswaardigheden in Pest:
- het Parlementsgebouw aan de oevers van de Donau
- de Andrássyboulevard (Andrássy út), dé boulevard van Boedapest
- het Heldenplein (Hősök tere) aan het eind daarvan, met zijn Millenniummonument
- het Városliget (Stadspark) met:
  - de Vajdahunyadburcht
  - het restaurant Gundel
  - het Vidámpark (Pretpark); gesloten voor publiek vanaf oktober 2013
  - de Állatkert (Dierentuin)
  - het Széchenyibad
- de Nagykörút (Grote Boulevard) met zijn winkels en hotels
- het centrum (vijfde district) ligt direct tegenover de Burchtheuvel en is het zaken- en winkelcentrum van heel Boedapest.
- de Sint-Stefanusbasiliek (Szent István Bazilika)
- de Parochiekerk van de binnenstad
- de Theaterwijk
- de gerestaureerde Grote Markthal
- de beroemde koffiehuizen
- de Joodse wijk (district VII) met de Grote Synagoge, de op een na grootste synagoge van de wereld

### Bruggen
Er zijn elf bruggen over de Donau in Boedapest:
- De Megyeribrug aan de noordkant van de stad, deel van de rondweg M0
- De Spoorwegbrug van Újpest, die Újpest en Óbuda verbindt als onderdeel van de spoorlijn van Boedapest naar Esztergom
- De Árpádbrug geeft verbinding met het Margaretha-eiland en Óbuda
- De Margarethabrug geeft toegang tot het Margaretha-eiland, een parkeiland in de rivier. Aan Pest-zijde begint de Nagykörút (Grote rondweg), die na een halve ronding bij de Petőfibrug uitkomt
- De Kettingbrug (of Lánchíd, voluit Széchenyi lánchíd) is de oudste brug van Boedapest (1849)
- De Elisabethbrug, een opvallend moderne brug
- De Vrijheidsbrug (of Szabadság híd), vroeger Ferenc József híd (Frans-Jozefbrug)
- De Petőfibrug geeft verbinding met de Nagykörút (Grote rondweg)
- De Rákóczibrug, voorheen Lágymányosibrug, in de jaren 1990 gebouwd ter ontlasting van de Petőfibrug
- De zuidelijke spoorwegbrug, spoorwegverbinding met Wenen
- De Ferenc Deákbrug, de meest zuidelijke brug, eveneens onderdeel van de rondweg M0

### Eilanden
Er liggen zeven à acht eilanden in het deel van de Donau dat door Boedapest stroomt.
- Hajógyári sziget (Scheepswerf-eiland), onder meer bekend van het Sziget-festival
- Margit-sziget (Margareteiland),
- Csepel sziget (waar HÉV-lijn 7 eindigt)
- Palotai-sziget (vroeger een eiland, maar tegenwoordig een schiereiland)
- Népsziget (verbonden met het bovenstaande, maar grotendeels omgeven door water)
- Háros-sziget
- Molnár-sziget
- het kleinste eiland aan de Donau in Boedapest is Lupa-sziget

### Parken, groene gebieden en bos
Boedapest is een zeer groene stad te noemen. Van de 525 km² die de stad heeft aan oppervlakte wordt 83 vierkante kilometer ingenomen door groene gebieden, parken en bossen. De bossen in de heuvels van Buda zijn beschermd natuurgebied. De hoogste piek hier is de János berg met 529 meter. Het belangrijkste park van de stad is het stadsplantsoen, Városliget.

## Cultuur

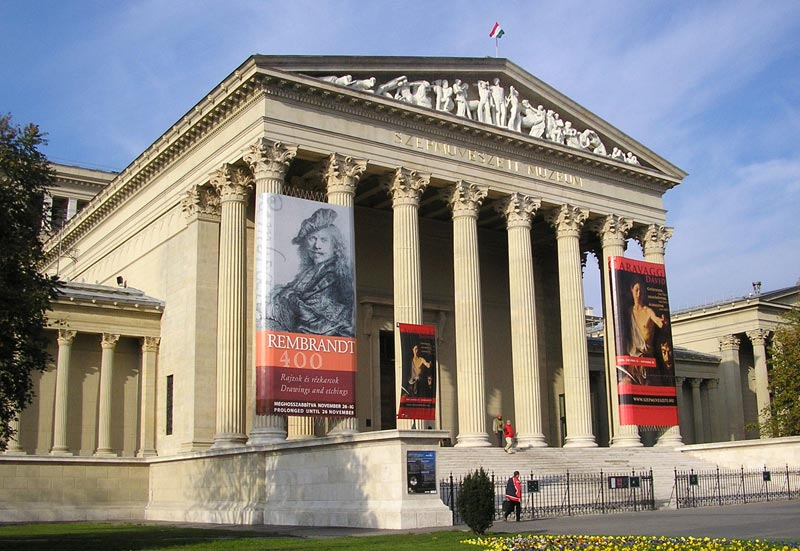
Het museum voor de schone kunsten in het jubileumjaar 2006

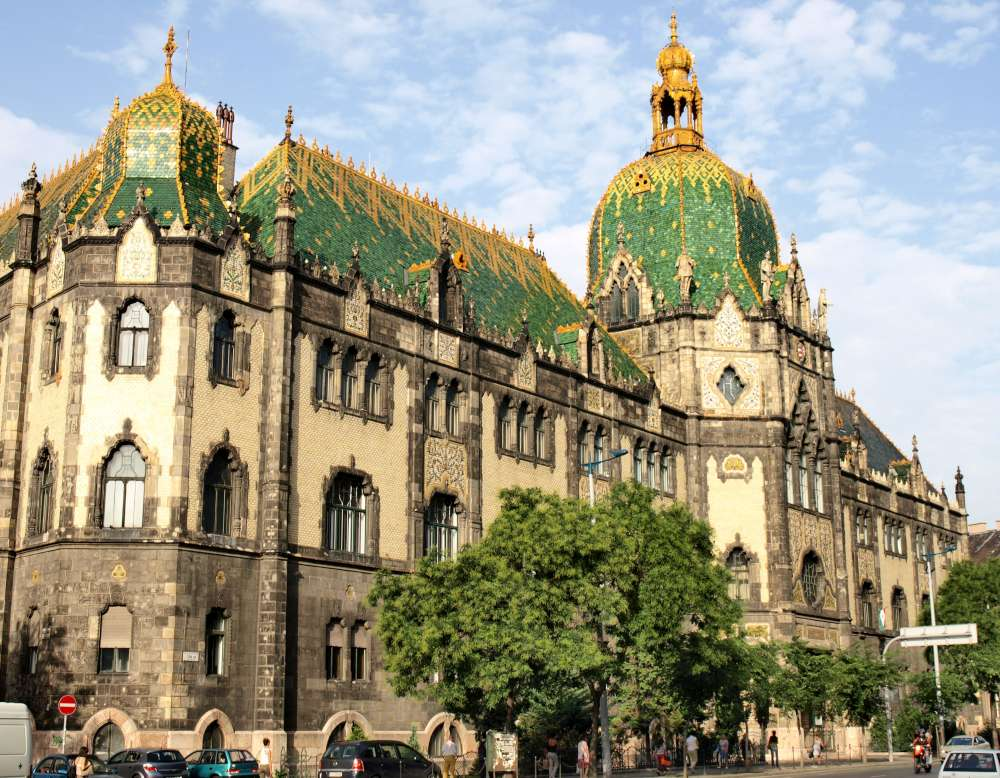
Het museum voor Toegepaste Kunst/Kunstnijverheid

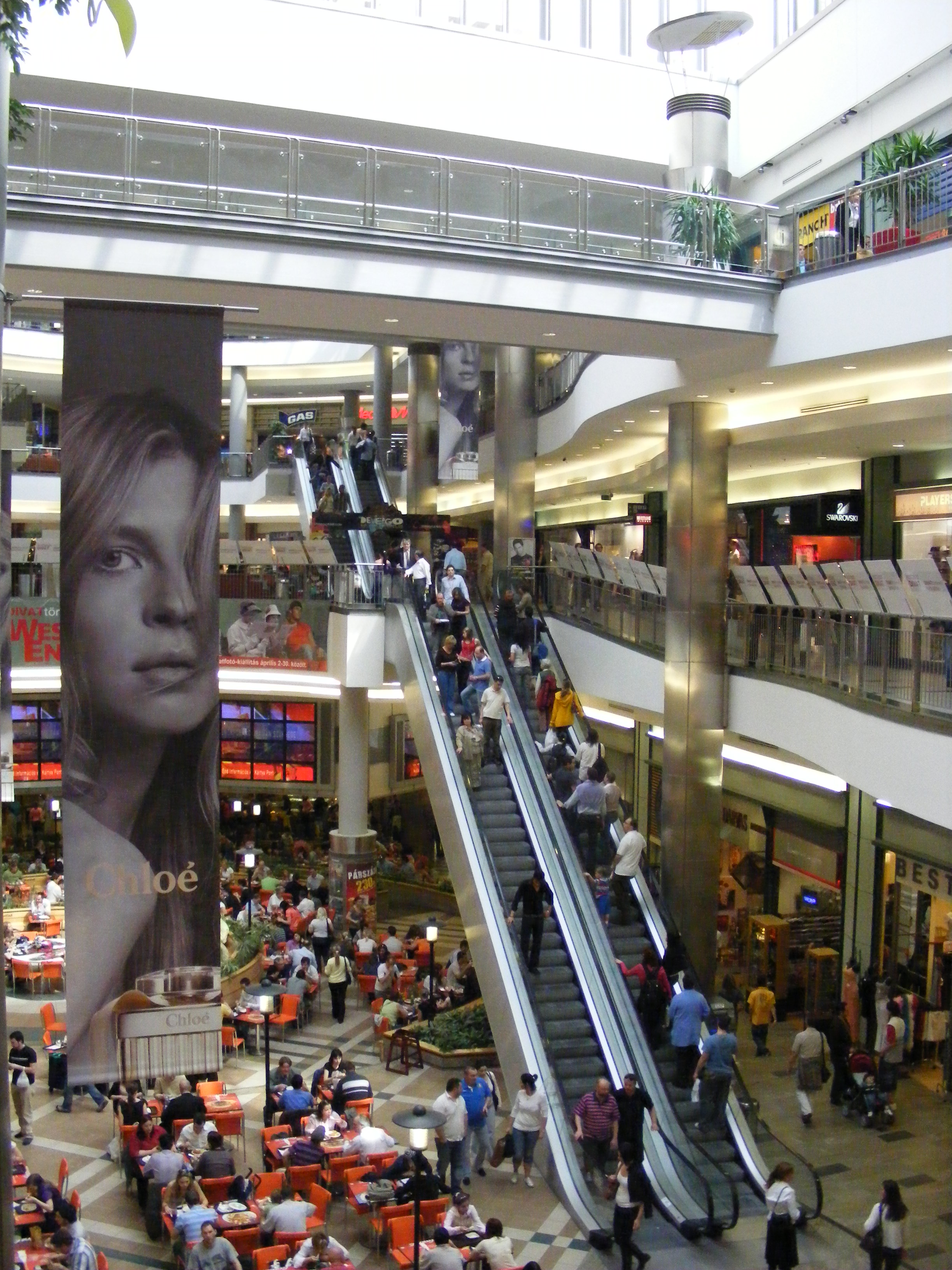
Shopping mall - Westend City Centre

### Musea
- Ernstmuseum
- Nemzeti Zsido Muzeum, het Joods Museum
- Ludwig Museum Boedapest
- Hongaars Nationaal Museum
- Soros Center for Contemporary Art
- Memento Park
- Szépművészeti Múzeum, Museum voor Schone Kunsten
- Magyar Iparművészeti Múzeum (Museum voor Toegepaste Kunsten/Kunstnijverheid), gebouw ontworpen door Ödön Lechner
- Magyar Földtani és Geofizikai Intézet (Geologisch Instituut), gebouw ontworpen door Ödön Lechner
- Néprajzi Múzeum
- Vasúttörténeti Park
- Terror Háza Múzeum, Huis der Terreur Museum (over de terreur onder het fascisme en communisme)
- Frans Liszt-herdenkingsmuseum
- Zoltán Kodály-herdenkingsmuseum
- Museum voor Kunstnijverheid

### Muziek
- Franz Liszt Muziekacademie
- Müpa Budapest, concertgebouw

### Evenementen
- Sziget-festival
- Nationale Feestdag van Hongarije

### Sport
Boedapest telt vijf voetbalclubs die vaak uitkomen in de hoogste Hongaarse afdeling: Honvéd, MTK, Ferencváros, Vasas en Újpest. De meeste van die ploegen hebben talrijke andere sportafdelingen, zoals ijshockey of basketbal. Boedapest was met de Puskás Aréna speelstad bij het in 2021 georganiseerde EK voetbal 2020.
Het Heldenplein wordt jaarlijks omgebouwd tot een arena waar de paardenraces Nemzeti Vágta worden gehouden. Op de onoverdekte ijsbaan Városligeti Műjégpálya zijn het WK en EK allround schaatsen en EK en WK kunstschaatsen georganiseerd. Verder zijn zwemmen en waterpolo in Boedapest erg populair.
In 1928 werden in Boedapest de wereldkampioenschappen wielrennen georganiseerd. De Belg Georges Ronsse won er de wegwedstrijd voor beroepsrenners. In 2022 startte de Ronde van Italië in Boedapest.

### Winkelen
- De omgeving van de Váci utca bestaat uit winkelketens en horeca
- De Grote Markthal is een warenmarkt en op de eerste verdieping is ruimte voor souvenirwinkels en restaurants gereserveerd
- Winkelcentrum Árkád is in Duitse handen en behoort tot de nieuwste in Boedapest, te bereiken met de metro, met 170 winkels
- Winkelcentrum Westend Citycenter met meer dan 150 winkels, een bioscoop en daktuin ligt naast het Weststation (Nyugati)
- Winkelcentrum Duna Plaza, met meer dan 120 winkels, een bioscoop met 9 zalen, een speelhal en een bowlingbaan.
- Winkelcentrum Mammut is een complex van twee grote gebouwen aan Széll Kálmán tér, een van de belangrijkste pleinen van Boedapest
- Winkelcentrum Campona met winkels, bioscoop en Tropicarium in de zuidelijke stadswijk Budafok

## Verkeer en vervoer

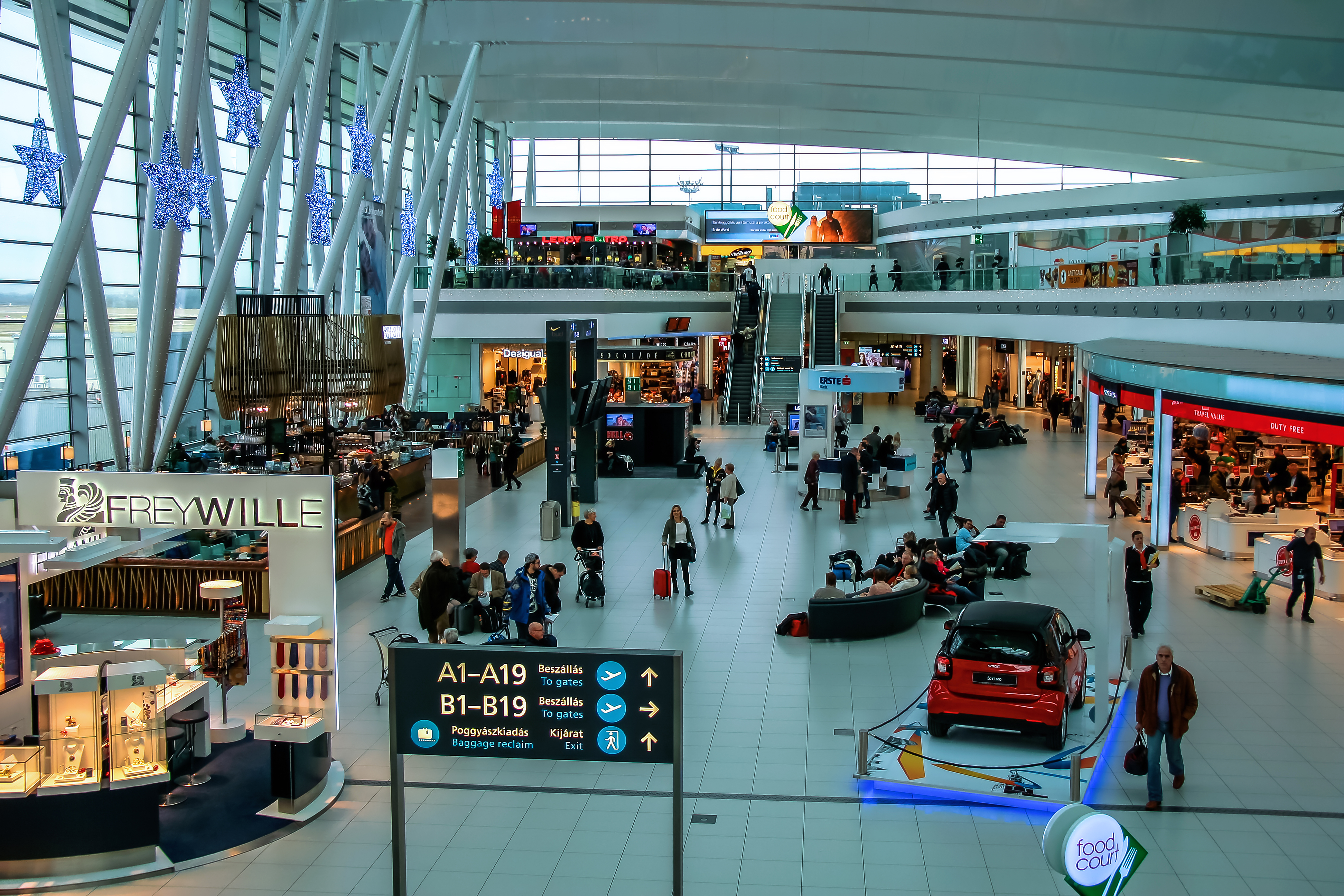
Internationale Luchthaven Ferenc Liszt Boedapest

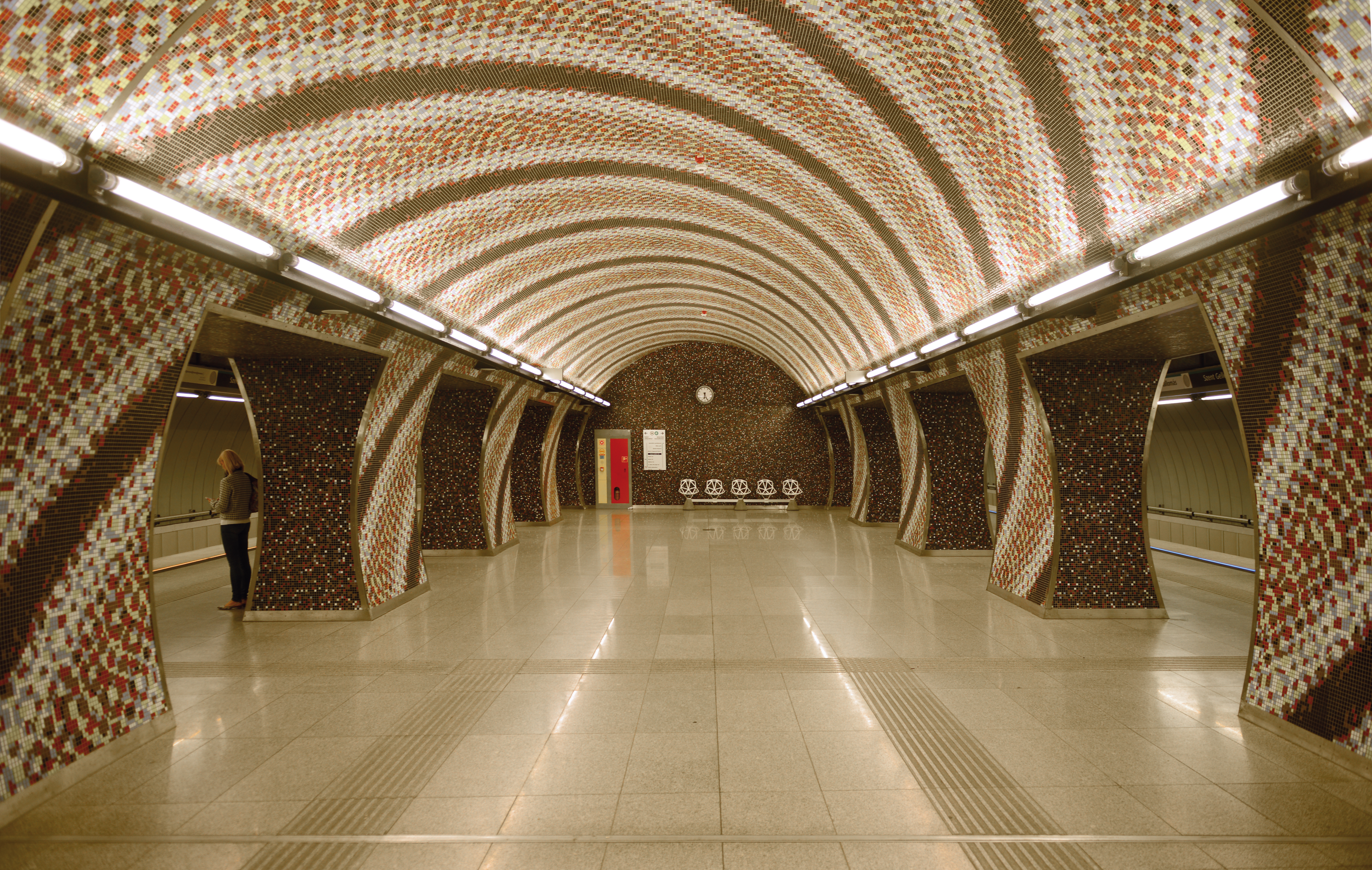
Een station van Metrolijn 4 in Boedapest

De luchthaven van Boedapest is (Ferihegy) Liszt Ferenc Nemzetközi Repülőtér.
Boedapest vormt het hart van het Hongaarse wegennet. Vanuit Boedapest starten de autosnelwegen M1 (richting Wenen), M2 (richting Vác en de Slovaakse (Slowaakse) grens), M3 (richting Miskolc, Debrecen en Nyíregyháza), M4 (richting Szolnok), M5 (richting Szeged en de Servische grens) M6 (richting Pécs) en de M7 (richting Balatonmeer en Kroatische grens). Ongeveer driekwart van de M0 (ring rond Boedapest) is aangelegd, het westelijke stuk door de heuvels van Boeda is gepland, maar het is onbekend wanneer men aan de bouw gaat beginnen en wanneer plannen definitief worden.
Boedapest kent een uitgebreid netwerk van openbaar vervoer met 4 metrolijnen, 5 lijnen van zogenaamde "voorstadstreinen" (HÉV), 35 tram- en ongeveer 350 stadsbuslijnen en 15 trolleybuslijnen. Ter aanvulling van het openbaar vervoer zijn er een tandradbaan (fogaskerekű vasút), een stoeltjeslift (libegő), een kabeltrein (sikló) en een kinderspoorlijn in de heuvels van Boeda. Het nachtbusnet is ruim opgezet: bussen rijden 7 dagen per week heel de nacht door om het halfuur, tot ver in de omgeving, tramlijn 6 rijdt 24 uur per dag, 7 dagen per week.
De oudste lijn van de metro van Boedapest loopt onder de Andrássyboulevard, het Heldenplein en het Stadspark tot aan de Hungária körút. Deze lijn werd aangelegd in 1896 (tot aan het Stadspark) en was de eerste metro op het Europese vasteland. In de jaren 1970 werden een oost-westverbinding (rode metro, lijn 2) en een noord-zuidverbinding (blauwe metro, lijn 3) aangelegd. In 2014 is de groene metro (lijn 4) in gebruik genomen, die net als lijn 2 Boeda en Pest met elkaar verbindt en meteen door een robot wordt bestuurd.
Boedapest kent een aantal belangrijke spoorwegstations, waarvan Budapest-Keleti en Budapest-Nyugati van de hand van Gustave Eiffel zijn. Ook Déli pályaudvar is erg belangrijk. Letterlijk vertaald zijn dit respectievelijk het Oost-, West- en Zuidstation, wat niet wegneemt dat het Zuidstation westelijker ligt dan het Weststation.

## Klimaat
Boedapest ligt tussen het koele trans-Donaugebied, het landklimaat van de Grote Hongaarse Laagvlakte, en het warmere Adriatische zeegebied.
| Maand                       | jan   | feb   | mrt   | apr  | mei  | jun  | jul  | aug  | sep  | okt  | nov   | dec   | Jaar  |
| --------------------------- | ----- | ----- | ----- | ---- | ---- | ---- | ---- | ---- | ---- | ---- | ----- | ----- | ----- |
| Hoogste maximum (°C)        | 18,1  | 19,7  | 25,4  | 30,2 | 34,0 | 39,5 | 40,7 | 39,4 | 35,2 | 30,8 | 22,6  | 19,3  | 40,7  |
| Gemiddeld maximum (°C)      | 1,2   | 4,5   | 10,2  | 16,3 | 21,4 | 24,4 | 26,5 | 26,0 | 22,1 | 16,1 | 8,1   | 3,1   | 15,0  |
| Gemiddelde temperatuur (°C) | −1,6  | 1,1   | 5,6   | 11,1 | 15,9 | 19,0 | 20,8 | 20,2 | 16,4 | 11,0 | 4,8   | 0,4   | 10,4  |
| Gemiddeld minimum (°C)      | −4,0  | −1,7  | 1,7   | 6,3  | 10,8 | 13,9 | 15,4 | 14,9 | 11,5 | 6,7  | 2,1   | −1,8  | 6,3   |
| Laagste minimum (°C)        | −25,6 | −23,4 | −15,1 | −4,6 | −1,6 | 3,0  | 5,9  | 5,0  | −3,1 | −9,5 | −16,4 | −20,8 | −25,6 |
|                             |       |       |       |      |      |      |      |      |      |      |       |       |       |
| Neerslag (mm)               | 38,5  | 36,7  | 37,4  | 47,2 | 64,5 | 69,8 | 50,4 | 49,5 | 42,7 | 46,9 | 59,9  | 49,3  | 592,8 |
| Bron: met.hu:               |       |       |       |      |      |      |      |      |      |      |       |       |       |

## Bevolking
De bevolking van Boedapest heeft sinds 1800 een stijgende trendlijn gehad. Vanaf 1980 daalt de bevolking weer. Pas in recentere jaren is er weer een groeiende trend zichtbaar.

### Demografische ontwikkeling stad Boedapest
| Jaar             | 1800   | 1830    | 1850    | 1880    | 1890    | 1900    | 1925    | 1980      | 1990      | 2005      | 2015      | 2020      | 2023      |
| ---------------- | ------ | ------- | ------- | ------- | ------- | ------- | ------- | --------- | --------- | --------- | --------- | --------- | --------- |
| Bevolkingsaantal | 54.200 | 102.700 | 178.000 | 370.800 | 491.900 | 733.400 | 957.800 | 2.059.300 | 2.016.700 | 1.750.000 | 1.757.618 | 1.750.216 | 1.707.000 |

### Demografische ontwikkeling Midden Hongarije
Midden Hongarije wordt gevormd door de stad Boedapest en de rondom de stad gelegen provincie Pest. De onderstaande gegevens laten zien hoe Midden-Hongarije zich ontwikkelt. In de cijfers is te zien dat de regio qua bevolking zo sterk groeit dat in 2020 het record van 1980 is gepasseerd. Hiermee is zichtbaar hoezeer Boedapest de centrale motor is van de Hongaarse economie. Het aandeel van de regio in de (dalende) bevolking van Hongarije neemt ieder jaar nog toe.
| Jaar             | 1980      | 1990      | 2001      | 2005      | 2010      | 2015      | 2020      | 2023      |
| ---------------- | --------- | --------- | --------- | --------- | --------- | --------- | --------- | --------- |
| Bevolkingsaantal | 3.033.056 | 2.966.523 | 2.861.798 | 2.840.972 | 2.951.436 | 2.983.733 | 3.047.318 | 3.044.000 |

### Bevolkingssamenstelling
Volgens de volkstelling van 2011 behoorde 4,5 procent van de bevolking tot een van de 13 nationale minderheden binnen Hongarije. Dit waren 77.502 personen.
De belangrijkste minderheden waren de Roma (19.530 personen) en de Duitsers (18.278). Ook de Roemenen vormen met 6189 personen een grote groep.
Naast de nationale minderheden behoort 3,4 procent van de bevolking tot de allochtonen, hieronder zijn veel Aziaten, Arabieren en Russen.
Vanaf 1715 ontwikkelde de Hongaarse hoofdstad zich vanuit een grotendeels Duitstalige stad (zie: Donauschwaben) naar de hedendaagse vooral Hongaarstalige metropool:
| Moedertaal | 1715  | 1737  | 1750  | 1851  | 1880  | 1890  | 1900  | 1910  | 1920  | 1930  | 1941 |
| ---------- | ----- | ----- | ----- | ----- | ----- | ----- | ----- | ----- | ----- | ----- | ---- |
| Hongaars   | 19,4% | 22,5% | 22,2% | 36,6% | 56,7% | 67,1% | 79,6% | 85,9% | 90,2% | 94,3% | 97%  |
| Duits      | 55,6% | 57,8% | 55,2% | 56,4% | 34,3% | 23,7% | 14%   | 9%    | 6,5%  | 3,8%  | 1,9% |
| Slowaaks   | 2,2%  | 5,6%  | 6,5%  | 5%    | 6,1%  | 5,6%  | 3,4%  | 2,3%  | 1,5%  | 0,7%  | 0,3% |
| Anders     | 22,8% | 14,1% | 16,1% | 2%    | 2,9%  | 3,6%  | 3%    | 2,8%  | 1,8%  | 1,2%  | 0,8% |

### Religieuze samenstelling
De bevolking van Boedapest is van oudsher christelijk. In 1930 was zo'n 65% van de bevolking katholiek, 17% was protestants en 16% was joods. 
|                                  | volkstelling 1930 | volkstelling 1949 | volkstelling 2001 | volkstelling 2011 |
| Aantal                           | Aantal            | Aantal            | Aantal            |                   |
| -------------------------------- | ----------------- | ----------------- | ----------------- | ----------------- |
| Katholicisme (totaal)            | 940.868           | 1.132.631         | 837.548           | 517.762           |
| Rooms-Katholieke Kerk            | 924.618           | 1.109.345         | 808.460           | 501.117           |
| Hongaarse Grieks-Katholieke Kerk | 16.250            | 23.286            | 28.901            | 16.192            |
| Calvinisme                       | 183.512           | 247.060           | 224.169           | 146.756           |
| Lutheranisme                     | 75.296            | 85.960            | 46.449            | 30.293            |
| Orthodoxe Kerk                   | 3.876             | 6.509             | 3.710             | 3.710             |
| Jodendom                         | 233.263           | 101.258           | 9.468             | 7.925             |
| Overige kerkgenootschappen       | 5.540             | 9.473             | 22.748            | 41.155            |
| Ongodsdienstig/geen antwoord     | 514               | 6.174             | 633.793           | 981.439           |
| Boedapest (totaal)               | 1.442.869         | 1.589.065         | 1.777.921         | 1.729.040         |

Tegenwoordig is het grootste deel van de bevolking ongodsdienstig en atheïstisch (57% in 2011). Het percentage christenen is gehalveerd tot 40% van de bevolking, waarvan driekwart deel katholiek en een kwart protestants. De ooit zeer omvangrijke joodse gemeenschap is drastisch ingekrompen, vooral vanwege de Holocaust en de voortdurende alia naar Israël, maar ook door assimilatie van seculiere Joden in de Hongaarse stadsbevolking. De recente immigratie heeft geleid tot het ontstaan van boeddhistische, islamitische en hindoeïstische gemeenschappen.

### Bevolking per district op 1 januari 2019
| District       | Naam                | Bevolking | km²   |
| -------------- | ------------------- | --------- | ----- |
| District I     | Buda                | 25.172    | 3,14  |
| District II    |                     | 89.452    | 36,34 |
| District III   | Óbuda               | 130.560   | 39,70 |
| District IV    | Újpest              | 100.071   | 18,82 |
| District V     | Belváros-Lipótváros | 26.013    | 2,59  |
| District VI    | Terézváros          | 38.541    | 2,38  |
| District VII   | Erzsébetváros       | 52.362    | 2,09  |
| District VIII  | Józsefváros         | 76.916    | 6,85  |
| District IX    | Ferencváros         | 59.720    | 12,53 |
| District X     | Kőbánya             | 78.030    | 32,49 |
| District XI    | Újbuda              | 148.517   | 33,49 |
| District XII   | Hegyvidék           | 57.566    | 26,67 |
| District XIII  | Angyalföld          | 121.657   | 13,44 |
| District XIV   | Zugló               | 124.218   | 18,13 |
| District XV    | Rákospalota         | 79.675    | 26,94 |
| District XVI   |                     | 74.499    | 33,51 |
| District XVII  | Rákosmente          | 87.673    | 54,82 |
| District XVIII | Pestszentlőrinc     | 102.216   | 38,60 |
| District XIX   | Kispest             | 59.648    | 9,38  |
| District XX    | Pesterzsébet        | 65.611    | 12,19 |
| District XXI   | Csepel              | 76.092    | 25,75 |
| District XXII  | Budafok–Tétény      | 55.112    | 34,25 |
| District XXIII | Soroksár            | 22.965    | 40,77 |

## Onderwijs
Op het gebied van onderwijs is Boedapest het centrum van Hongarije. Hier zijn de beste gymnasia van het land gevestigd en verder is Boedapest de belangrijkste studentenstad van het land. Boedapest is de vestigingsplaats van de Academie voor Wetenschappen en meerdere universiteiten. De grootste universiteit is de ELTE (Loránd Eötvös-universiteit). Een andere universiteit is de Engelstalige CEU Central European University die een uitdrukkelijk internationaal karakter heeft en in 2018 door de regering in de positie werd gebracht om het land te verlaten. De oudste universiteit is de Technische Universiteit Boedapest.

## Bestuurlijke indeling
Budapest wordt bestuurd door de centrale stad die een hoofdburgemeester heeft (Gergely Karácsony). De hoofdburgemeester zit de raad van de stad voor. Verder kent de stad 23 districten die elk weer een eigen gekozen burgemeester en raad kennen. (zie: districten van Boedapest)
- District I (Buda)
- District II (Pesthidegkút)
- District III (Óbuda)
- District IV (Újpest)
- District V (Belváros-Lipótváros)
- District VI (Terézváros)
- District VII (Erzsébetváros)
- District VIII (Józsefváros)
- District IX (Ferencváros)
- District X (Kőbánya)
- District XI (Újbuda)
- District XII (Hegyvidék)
- District XIII (Angyalföld)
- District XIV (Zugló)
- District XV (Rákospalota)
- District XVI
- District XVII(Rákosmente)
- District XIII van Boedapest (Pestszentlőrinc)
- District XIX (Kispest)
- District XX
- District XXI (Csepel)
- District XXII (Budafok–Tétény)
- District XXIII (Soroksár)

## Partnersteden
- Berlijn (Duitsland), sinds 1991
- Frankfurt am Main (Duitsland), sinds 1990
- New York (Verenigde Staten), sinds 1992
- Piešťany (Slowakije)
- Rotterdam (Nederland), sinds 1991
- Sarajevo (Bosnië en Herzegovina)
- Tel Aviv (Israël)

## Afbeeldingen

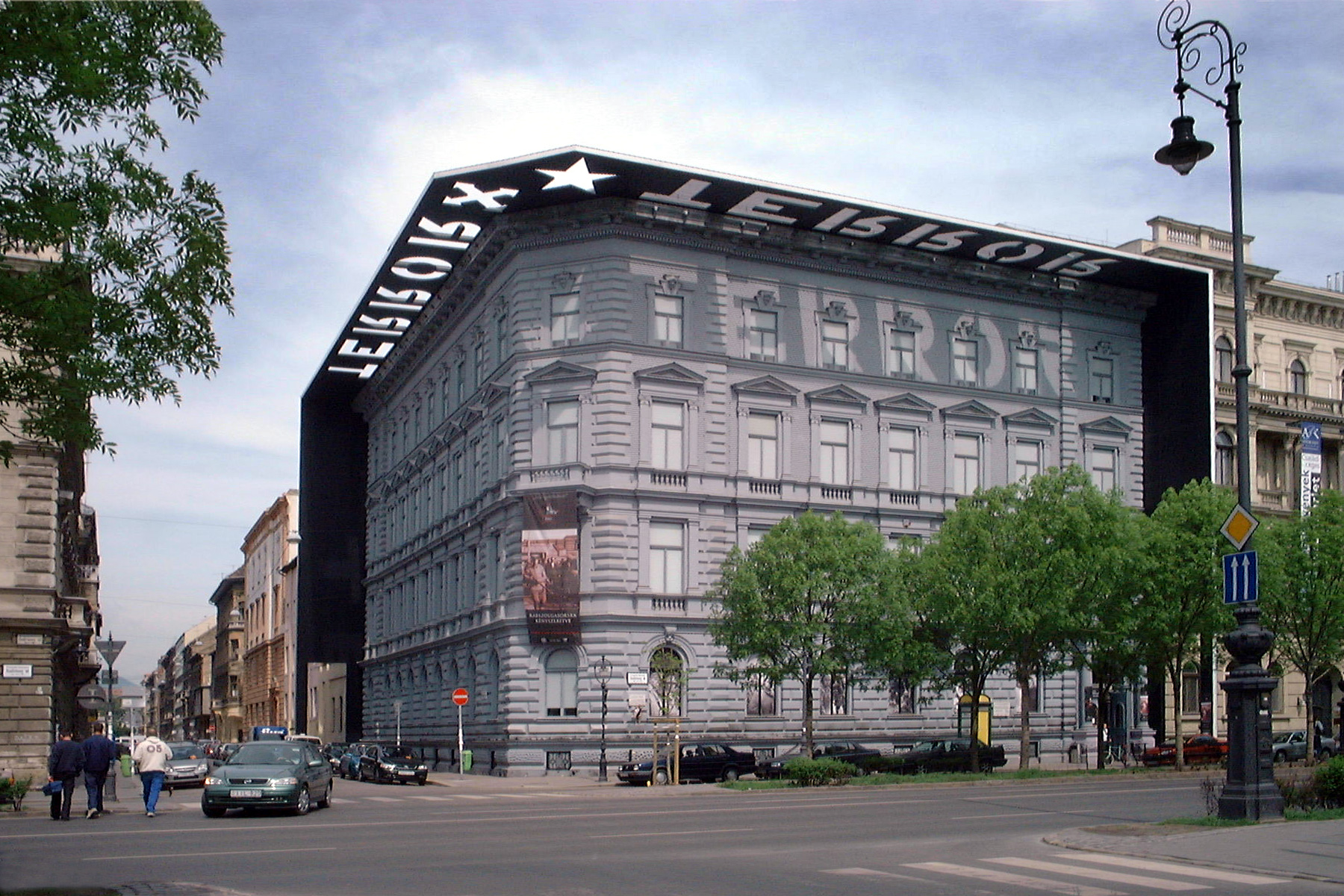
Terreurmuseum
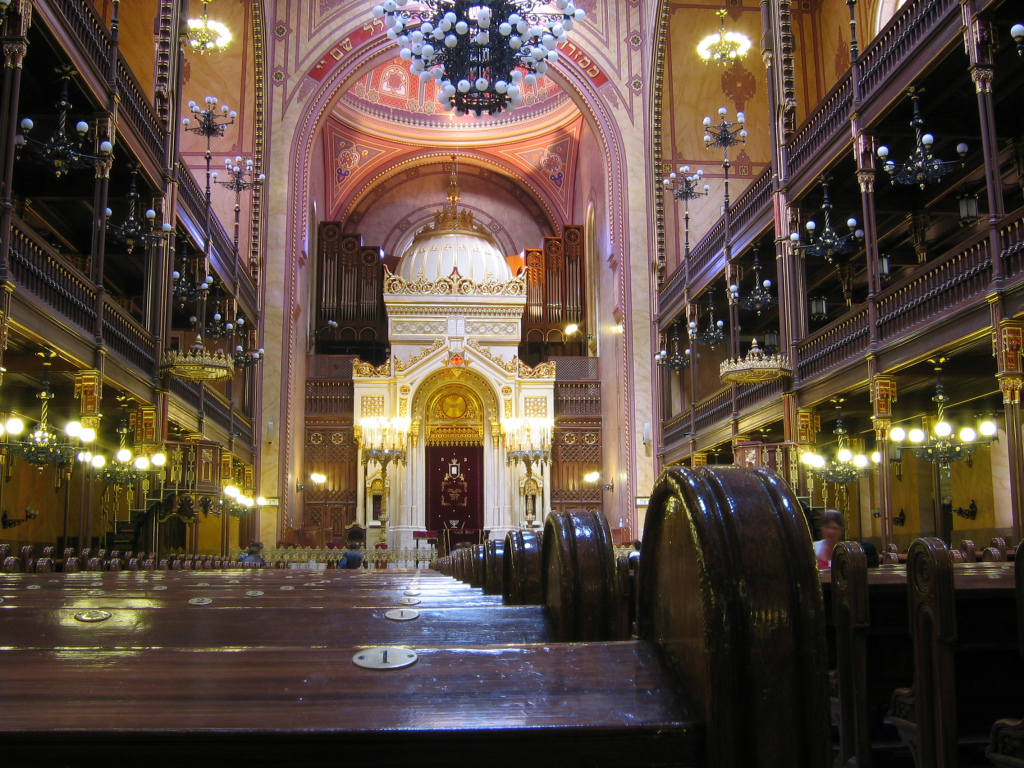
Synagoge
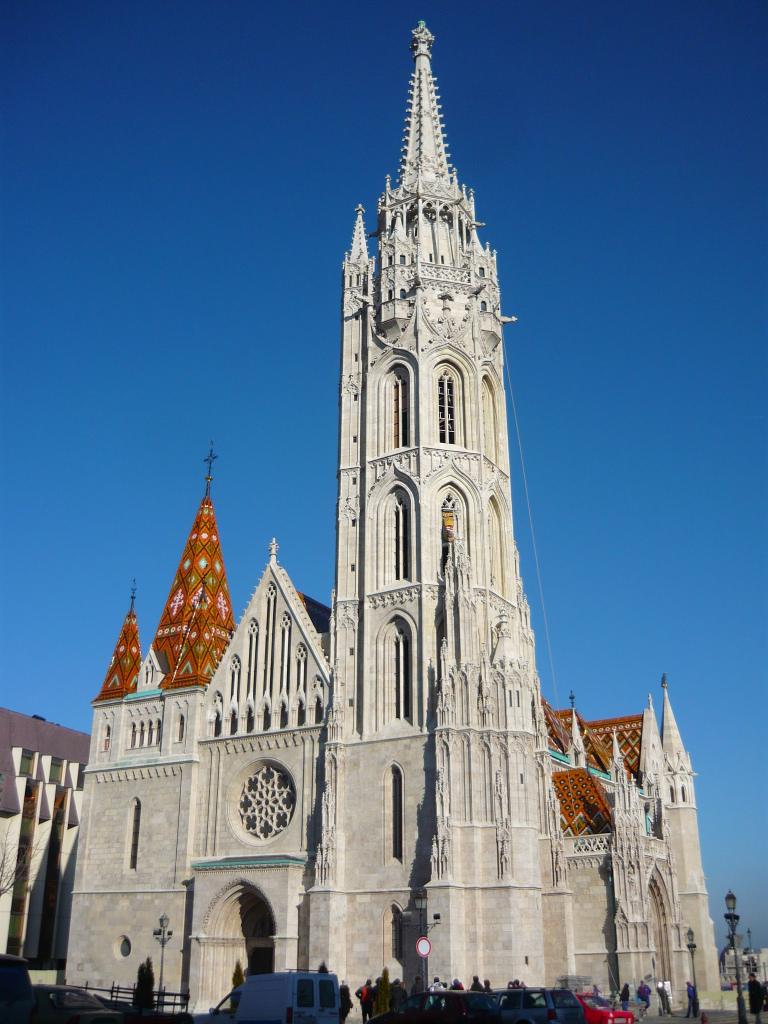
Matthiaskerk
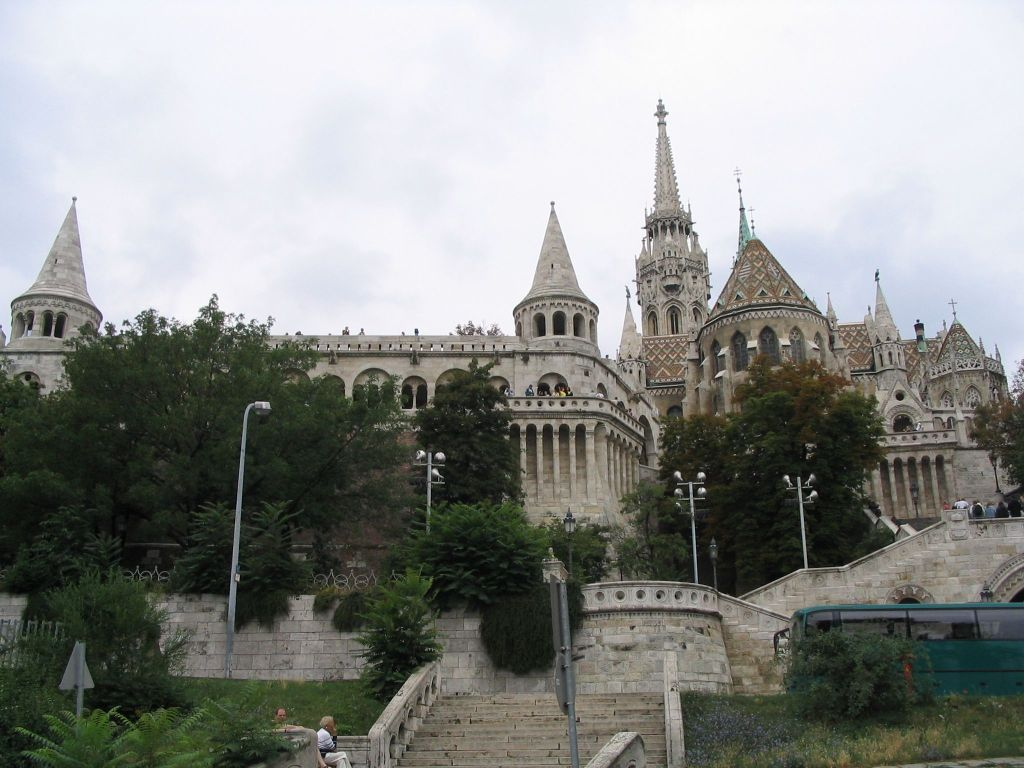
Vissersbastion
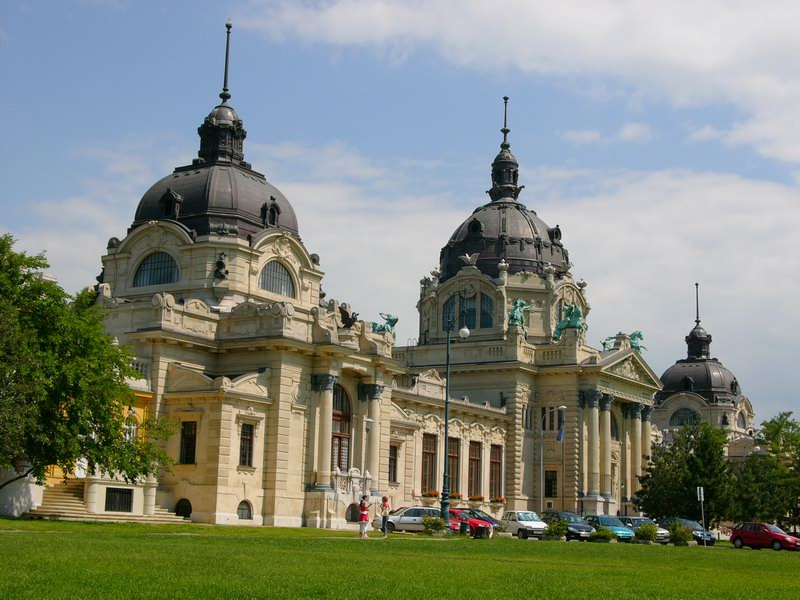
Széchenyi Fürdő
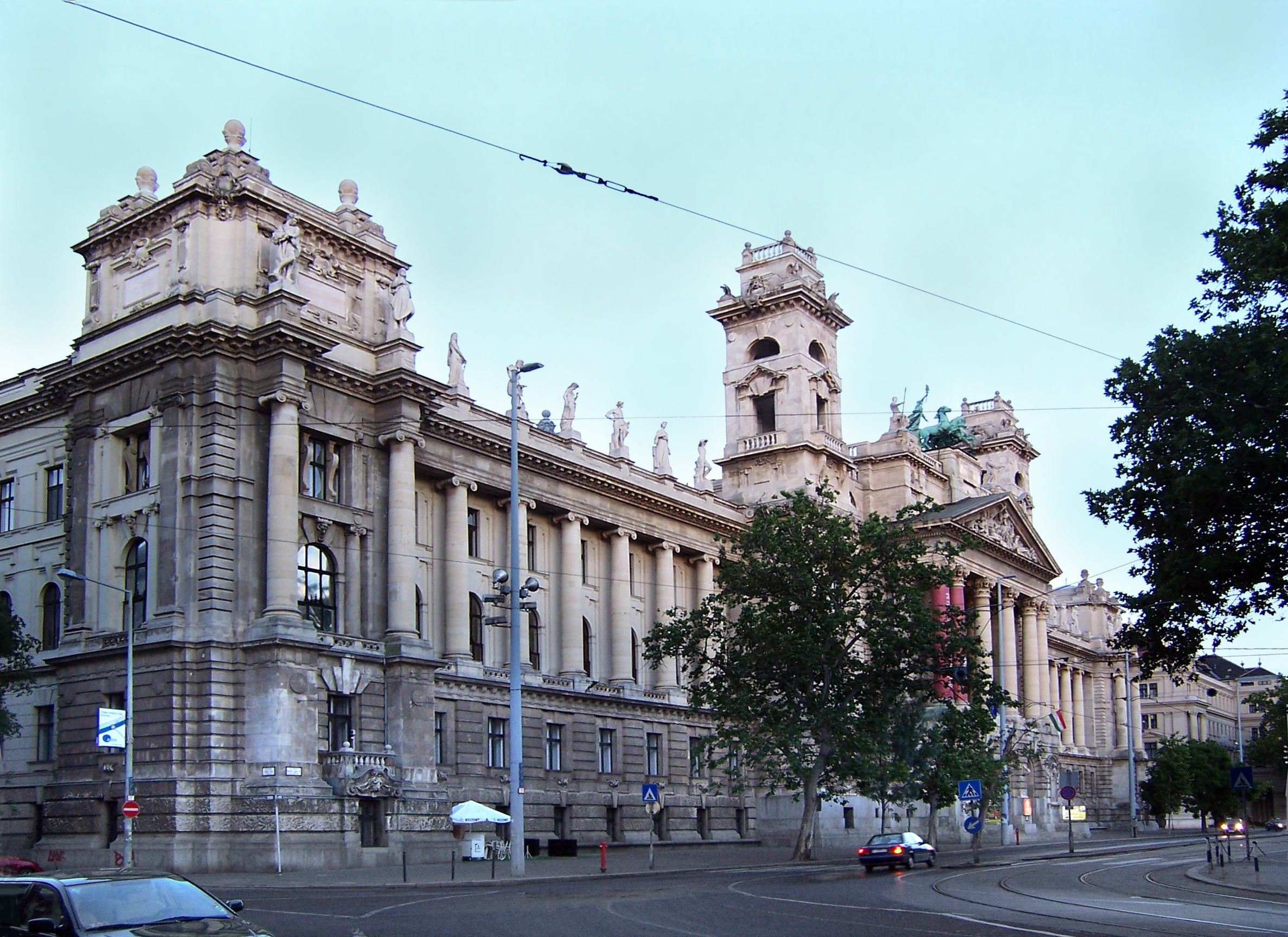
Néprajzi Múzeum - Etnografisch museum
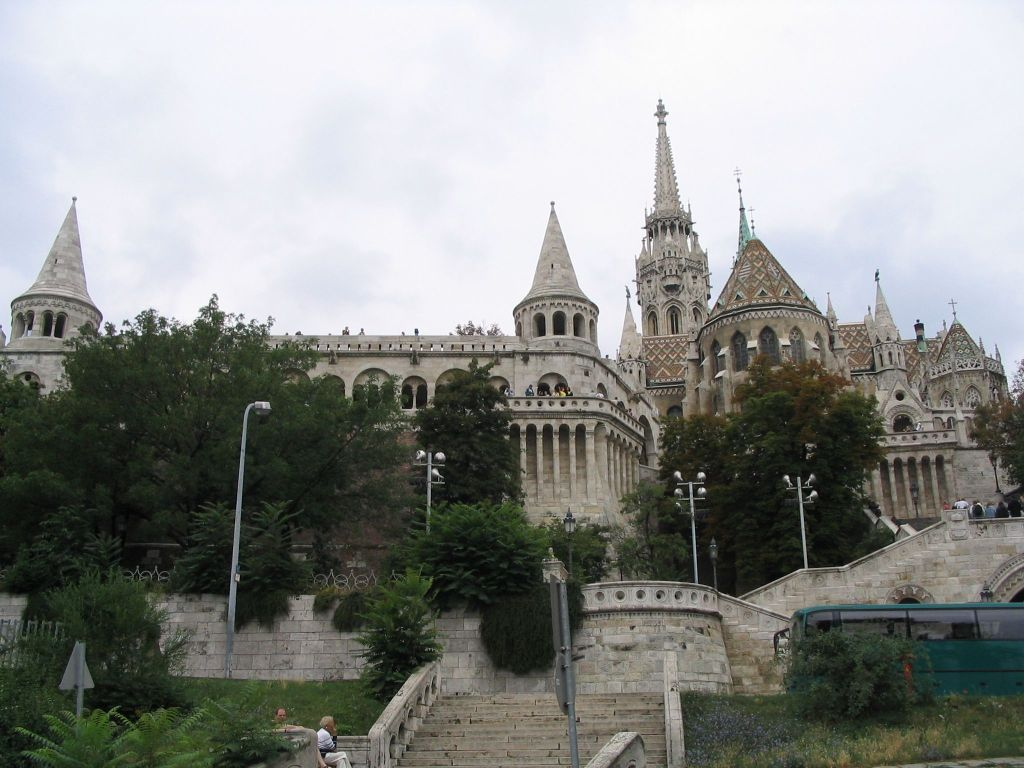
Vissersbastion en de Sint Matthiaskerk
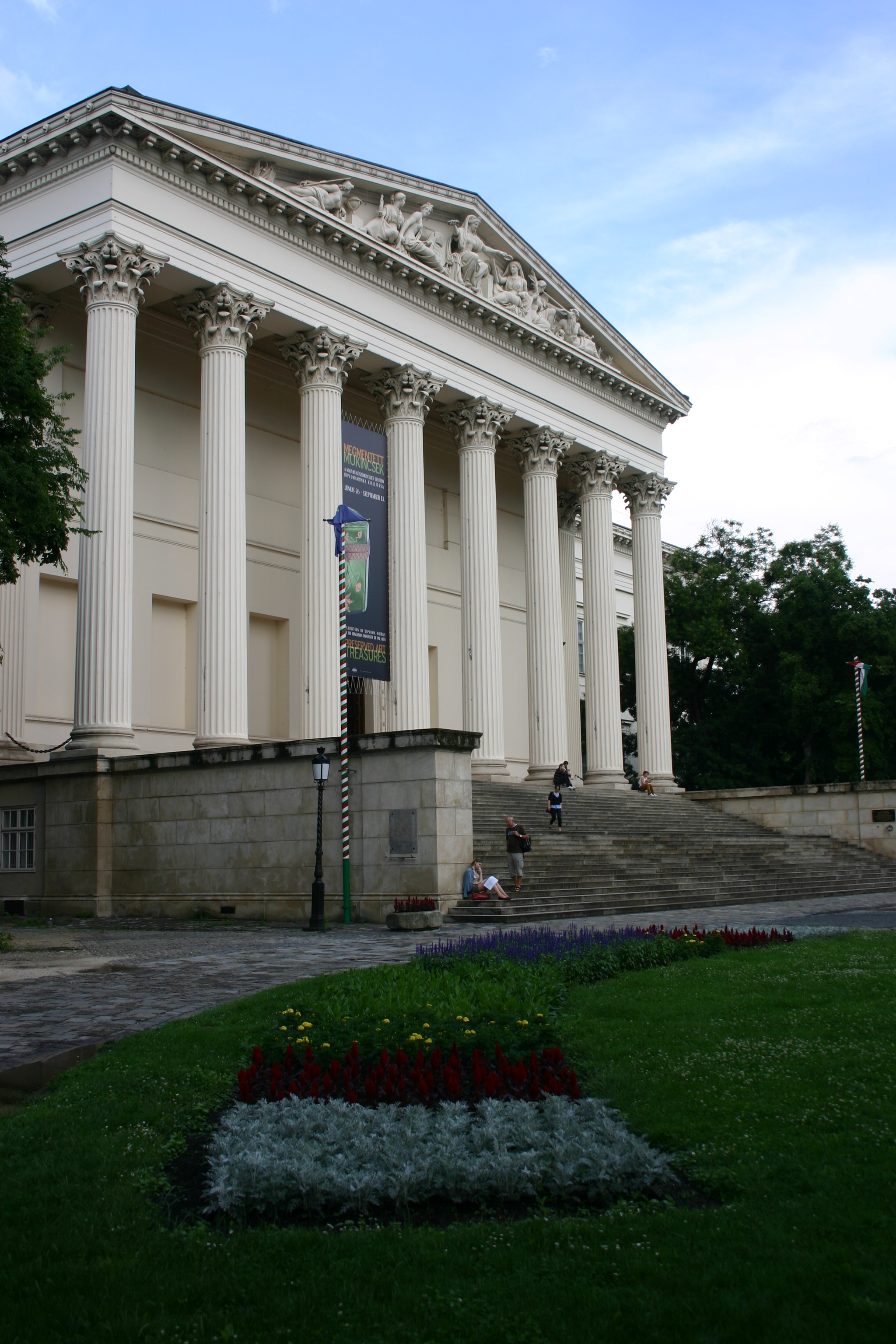
Nationaal museum van Hongarije
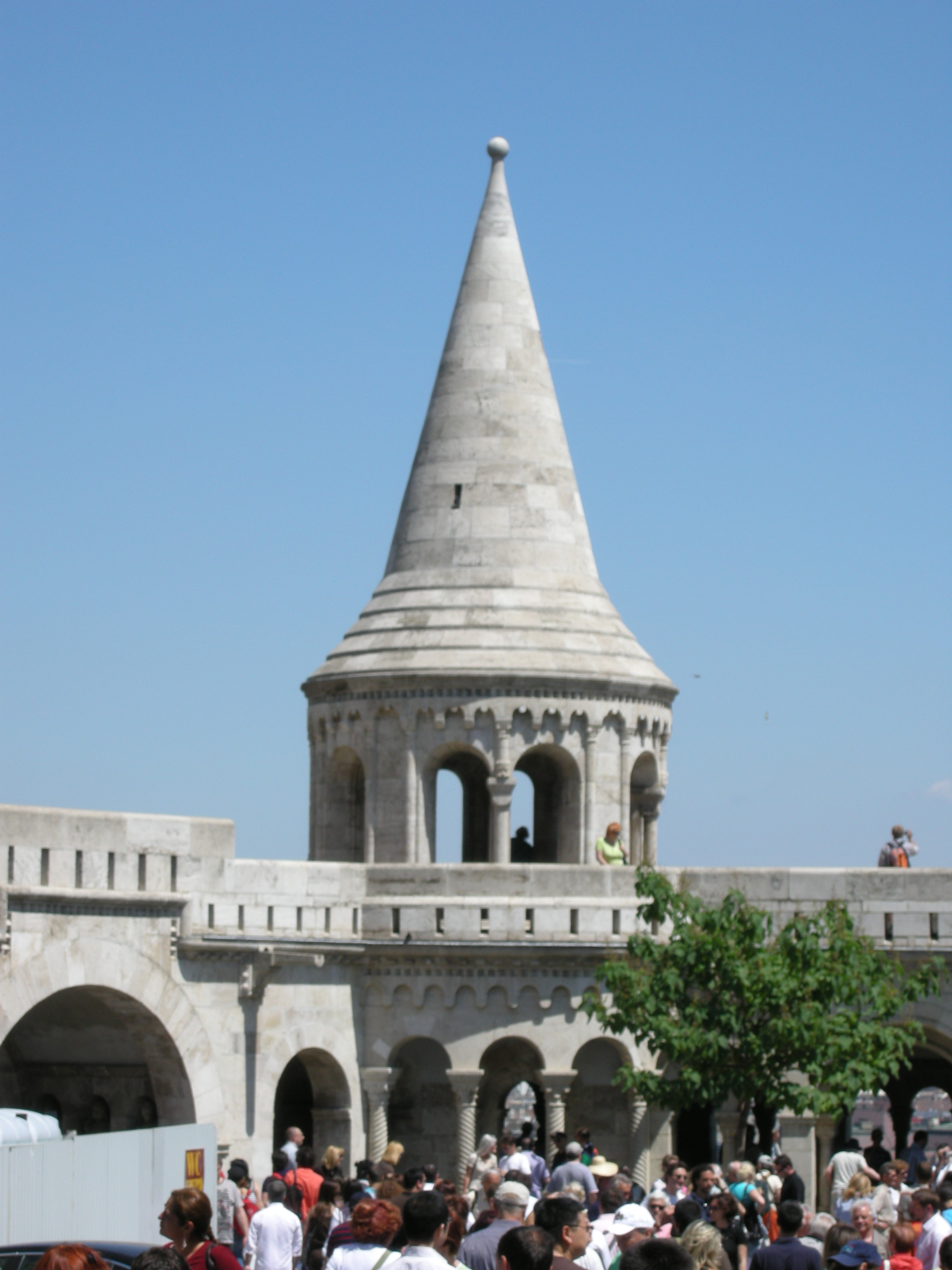
Vissersbastion